# Campionat del món de ciclisme en pista de 1958
El Campionat Mundial de Ciclisme en Pista de 1958 es va celebrar a París (França) del 2 al 7 de setembre de 1958. Les competicions es van celebrar al Parc dels Prínceps de París. En total es va competir en 8 disciplines, 6 de masculines i 2 de femenines.

## Resultats

### Masculí

#### Professional
| Prova                 | Or                       | Argent                    | Bronze                          |
| Velocitat individual  | Michel Rousseau · França | Enzo Sacchi · Itàlia      | Antonio Maspes · Itàlia         |
| Persecució individual | Roger Rivière · França   | Leandro Faggin · Itàlia   | Franco Gandini · Itàlia         |
| Darrere moto          | Walter Bucher · Suïssa   | Guillem Timoner · Espanya | Wouter Wagtmans · Països Baixos |

#### Amateur
| Prova                 | Or                            | Argent                       | Bronze                               |
| Velocitat individual  | Valentino Gasparella · Itàlia | Sante Gaiardoni · Itàlia     | Dick Ploog · Austràlia               |
| Persecució individual | Norman Sheil · Regne Unit     | Philippe Gaudrillet · França | Carlo Simonigh · Itàlia              |
| Darrere moto          | Lothar Meister · RDA          | Heinz Wahl · RDA             | Arie van Houwelingen · Països Baixos |

### Femení
| Prova                 | Or                                   | Argent                                 | Bronze                      |
| Velocitat individual  | Galina Ermolaeva · Unió Soviètica ·  | Valentina Maksímova · Unió Soviètica · | Jean Dunn · Regne Unit      |
| Persecució individual | Ludmilla Kotchetova · Unió Soviètica | Stella Bail · Regne Unit ·             | Kathleen Ray · Regne Unit · |

## Medaller
| Pos. | País           | Or | Plata | Bronze | Total |
| 1    | França         | 2  | 1     | 0      | 3     |
| 1    | Unió Soviètica | 2  | 1     | 0      | 3     |
| 3    | Itàlia         | 1  | 3     | 3      | 7     |
| 4    | Regne Unit     | 1  | 1     | 2      | 4     |
| 5    | RDA            | 1  | 1     | 0      | 2     |
| 6    | Suïssa         | 1  | 0     | 0      | 1     |
| 7    | Espanya        | 0  | 1     | 0      | 1     |
| 8    | Països Baixos  | 0  | 0     | 2      | 2     |
| 9    | Austràlia      | 0  | 0     | 1      | 1     |
|      | TOTAL          | 8  | 8     | 8      | 24    |